# Xanthochilus
Xanthochilus is een geslacht van wantsen uit de familie bodemwantsen (Lygaeidae). Het geslacht werd voor het eerst wetenschappelijk beschreven door Stål in 1872.

## Soorten
Het genus bevat de volgende soorten:

- Xanthochilus douglasi (Fieber, 1864)
- Xanthochilus melanopus (Kiritshenko & Scudder, 1973)
- Xanthochilus minusculus (Reuter, 1885)
- Xanthochilus omissus (Horváth, 1911)
- Xanthochilus persicellus (Kirkaldy, 1909)
- Xanthochilus quadratus (Fabricius, 1798)
- Xanthochilus saturnius (Rossi, 1790)
- Xanthochilus turanicus (Wagner, 1961)
- Xanthochilus vittiger Kiritshenko & Scudder, 1973

Xanthochilus wordt vaak als subgenus gezien van Rhyparochromus. 